# Suzy Lake
Suzy Lake (Detroit, Michigan, 24 de junio de 1947) es una artista estadounidense-canadiense que vive en Toronto, Canadá, conocida por su trabajo como fotógrafa, artista de performance y productora de videos. Con una variedad de medios, Lake explora temas como identidad, belleza, género y envejecimiento. Está considerada una artista feminista pionera y una activista política.

## Biografía
Comenzó sus estudios de Bellas Artes en la Wayne State University y la Western Michigan University en Kalamazoo, Michigan, de 1965 a 1968. Durante este período, se involucró en los movimientos contra la guerra y los derechos civiles de la década de 1960. También fue testigo de los Disturbios de Detroit de 1967. Un año después, Lake emigró a Canadá con su esposo para escapar del reclutamiento de la guerra de Vietnam. Al establecerse en Montreal, se encontró con la Revolución Silenciosa.
Lake completó un Master en Bellas Artes en la Universidad de Concordia en 1980 y fue profesora en la Universidad de Guelph desde la década de 1980 hasta su jubilación en 2008, cuando recibió el título de Profesora Emérita.

## Obra
Usando disfraces, maquillaje y accesorios, Lake crea autorretratos basados en fotografías, a menudo asumiendo nuevas identidades. Sus personajes adoptados resaltan las posibilidades de engaño que implica el posar para la cámara. Un ejemplo es "Suzy Lake como Patty Hearst", un proyecto que Lake hizo en colaboración con Bill Jones, presentando al artista como el homónimo Hearst. La artista estadounidense Cindy Sherman ha citado la foto-performance de Lake como una influencia en su trabajo.
Lake tiene veinticinco portfolios de su obra. Cada uno trata de políticas de género, identidad y belleza. Crea arte para expresar cómo lo que hace se relaciona con lo que es o con lo que la gente piensa que es. Utiliza sus fotografías, videos y performances para llamar la atención sobre las normas sociales y sus limitaciones.
Lake explicó en una entrevista que siempre se usa a sí misma en su arte porque así aborda las restricciones sociales para las mujeres. Usa el arte para controlar su propia representación. Sus fotos anteriores de On Stage fueron influenciadas por Detroit, en las que Lake se fotografió como esposa y madre, pero luego quiso hacer un trabajo para revertir eso. En Montreal, Lake constató la marcada diferencia de poder entre los géneros y el techo de cristal, lo que la condujo a sus fotos de Marionetas Coreografiadas. Más recientemente, Lake introdujo una nueva visión de la belleza al mostrar su cuerpo maduro en su portfolio titulado "Beauty and the Aging Body".

## Trayectoria artística
Lake vivió en Montreal durante unos diez años. Enseñó en la Escuela del Museo de Montreal (1969-1978) y fue tutelada por el artista minimalista Guido Molinari. Participó activamente en la escena del arte conceptual temprano allí. En 1971, Lake se convirtió en cofundadora (con otros doce artistas) de la galería Véhicule Art Inc. El trabajo de Lake durante este período fue influenciado por fotógrafos (incluido Les Levine) que usaban la cámara para representar una idea en lugar de documentar la realidad. Este fue también un período en el que Lake comenzó a concentrarse en el tema de la identidad. En su serie de fotografías de 1973 titulada A One Hour (Zero) Conversation with Allan B., ella es el sujeto mientras la cámara registra su expresión en varios intervalos de una conversación sincera con un amigo. Para enfatizar sus expresiones, Lake usó maquillaje de cara blanca. Luego invitó a sus amigos y familiares a marcar cuál de las fotografías representaba más su personalidad.
En una entrevista en la revista Magenta, Lake señaló la influencia del clima político de la década de 1970 en su trabajo. Ella dijo: "Sé que soy feminista, pero puedo ver que mi política se originó en cuestiones de derechos humanos, derechos civiles, el FLQ en Quebec y cuestiones raciales en los Estados". En 2006, Roberta Smith del New York Times comparó su trabajo con el de Cindy Sherman; sin embargo, Thomas Micchelli, al revisar la colección feminista de Verbund AG con sede en Viena para Hyperallergic.com, afirma que Lake influyó en esta última en la escuela. Los dos artistas eran contemporáneos en la década de 1970 y en 1975 Sherman invitó a Lake a exponer en una muestra de Hallwalls en Nueva York.
Desde mediados de la década de 1980 hasta 1994, Lake dejó de aparecer como el tema de su trabajo cuando dirigió su atención a formas más directas del activismo de cámara. Entre sus obras notables de este período se encuentra una serie de fotografías que creó en colaboración con la Teme-Augama Anishnabai Band de Bear Island en Temagami, Ontario, para generar una mayor conciencia pública sobre su reclamo de tierras.
Lake continúa trabajando sobre el cuerpo femenino, enfocándose ahora en el envejecimiento. Exhibe su trabajo en todo el mundo.

## Exposiciones más significativas
En 2014-15 se organizó una exposición retrospectiva llamada Introducing Suzy Lake, en la Galería de Arte de Ontario, comisariada por Georgiana Uhlyarik . En 2016, recibió el Premio Scotiabank de Fotografía, a raíz del cual se organizó otra exposición comisariada por Gaëlle Morel en el Ryerson Image Centre (RIC) en Toronto, como parte del Contact Photography Festival de 2017.

## Reconocimientos
Suzy Lake es miembro de la Real Academia Canadiense de Artes. En 2016, recibió el Premio del Gobernador General en Artes Visuales y Medios y el Premio Scotiabank de Fotografía.

## Galerías que la representan
Ha estado representada por Galerie Gilles Gheerbrant (1974-1977); Galería Jared Sable (1976-1990) y Paul Petro Contemporary Art (1995-2012). Lake está representada actualmente por Georgia Scherman Projects, Toronto (2012-); Galería Solway Jones, Los Ángeles (2009-); Galería Donald Browne, Montreal (2010-).

### Catálogos
- Suzy Lake: Concealment/Revealment, (2006), Hallwalls Gallery, Buffalo, NY
- Attitudes et comportements, curator Jocelyn Fortin, Suzy Lake (2002) ISBN TR647 L35 2002
- Suzy Lake: Points of Reference by Martha Hanna (1993) ISBN 0-88884-564-2, ISBN 978-0-88884-564-1
- Suzy Lake: authority is an attribute, part II (1992) ISBN 0-920810-48-9, ISBN 978-0-920810-48-4
- Suzy Lake: are you talking to me? (1980) OCLC: N6545 V353
- For Suzy Lake, Chris Knudsen, and Robert Walker (1978) OCLC: 83615339
- Suzy Lake (1975) ISBN 0-919890-02-4

### Selección de libros y revistas
- Suzy Lake: Life & Work, Erin Silver (2021) ISBN 978-1-4871-0247-0
- Radical Gestures: Feminist Performance Art in the US and Canada, 1970's to c.2000, Jayne Wark (2006) ISBN 0-7735-2956-X
- Carte Blanche, a compendium of Canadian photography (2006) ISBN 0-9739739-0-0, ISBN 978-0-9739739-0-7
- Point & Shoot: Performance and Photography, France Chouiniere y Michele Theriault eds. (2005) ISBN 978-2-922135-26-8
- Caught in the Act: An Anthology of Performance Art By Canadian Women, Johanna Householder y Tanya Mars (2004) ISBN 0-920397-84-0, ISBN 978-0-920397-84-8
- Faking Death: Canadian Art Photography since 1955, Penny Cousineau-Levine (2003) ISBN 0-7735-2826-1, ISBN 978-0-7735-2826-0
- From the Center: Feminist Essays on Women's Art, Lucy Lippard (1976) ISBN 0-525-47427-7, ISBN 978-0-525-47427-2

### Selección de exposiciones
- Suzy Lake: Political Poetics, University of Toronto Art Centre[22]
- Donna: Feminist Avant-Garde of the 1970s, Sammlung Verbund, Vienna Galleria nazionale d'arte moderna, Roma[23]
- Traffic: Conceptual Art in Canada, 1965–1980, Art Gallery of Alberta, Justina M. Barnicke Gallery, University of Toronto y Vancouver Art Gallery[24]
- Identity Theft: Eleanor Antin, Lynn Hershman and Suzy Lake, Santa Monica Museum of Art, Santa Monica, CA[25]
- WACK! Art and the Feminist Revolution 1965–1980, Los Angeles, CA Museum of Contemporary Art/Geffen Contemporary, Museo Nacional de Mujeres Artistas, DC[26]
- Faking Death: Canadian Art Photography and the Canadian Imagination, Jack Shainman Gallery, Nueva York, NY
- The Unseen Cindy Sherman: Early Transformations (1975–1976), Montclair Art Museum; Montclair, New Jersey[27]

### Obra en colecciones públicas
- Sammlung Verbund, Viena
- Musée d'Art Contemporain, Montréal, QC
- Art Gallery of Hamilton, Hamilton, Ontario
- Musée national des beaux-arts du Québec, QC
- Winnipeg Art Gallery, Winnipeg, MB
- Southern Alberta Art Gallery, Lethbridge, AB
- Vancouver Art Gallery, Vancouver
- Glenbow Art Gallery, Calgary
- Canadian Museum of Contemporary Photography, Ottawa, ON
- Montreal Museum of Fine Art, Montréal, QC
- Museum Lodz, Polonia
- Art Gallery of Ontario, Toronto, ON
- Albright Knox Museum, Búfalo, Nueva York[28]